# Noctuelia noctuelis
Noctuelia noctuelis là một loài bướm đêm trong họ Crambidae.